# نيكولاس أريدوندو
نيكولاس أريدوندو (بالإسبانية: Nicolás Arredondo)‏ (17 مارس 1950 – 1987) هو ملاكم مكسيكي راحل، مثّل بلاده في الألعاب الأولمبية الصيفية 1976.

## روابط خارجية
نيكولاس أريدوندو على موقع أوليمبيديا (الإنجليزية)